# فراشات خطافية الذيل
الفراشات خطافية الذيل أو فراشات أبولو أو فصيلة بابيليونيدي (الاسم العلمي: Papilionidae)، هي فصيلة فراشات كبيرة ملونة من فصيلة الفراشيات والتي تتضمن أكثر من 550 نوعًا. وعلى الرغم من أن معظم هذه الأنواع يوجد في المنطقة الاستوائية، إلا أن أعضاء هذه الفصيلة يعيشون في جميع القارات ما عدا أنتاركتيكا. وتضم هذه الفصيلة أكبر الفراشات في العالم وهي فراشات أجنحة الطائر (birdwing butterflies) من (الجنس أورنيثوبتيرا (Ornithoptera)). وتتميز الفراشات خطافية الذيل بعدد من الخصائص؛ على سبيل المثال، يحتوي يسروع الفراشة الموجود في مقدمة الصدر على عضو يفرز رائحة منفرة يطلق عليه اسم (osmeterium) وعادة ما يكون مخفيًا، إلا أنه عندما تشعر الفراشة بالتهديد، فإن اليرقة تقلبه إلى الخارج عبر تجويف ظهري مستعرض عن طريق ملئه بالدم. وهذا العضو عبارة عن بنية لحمية متشعبة، ويخرج إفرازات ذات رائحة كريهة تحتوي على التربين والذي عادة ما تحاول اليرقة تلطيخ أي مهاجم يلمسها به. ويتميز البالغون في بعض الأنواع باستطالة واضحة
باتجاه الخلف في الأجنحة الخلفية في منطقة الوريد M3. ويرجع السبب في استخدام الاسم الشائع الفراشات خطافية الذيل إلى المنظر التشعبي الذي يظهر لدى الفراشة عند استلقائها مع فرد أجنحتها. أما بالنسبة للاسم الرسمي، فقد اختار كارولوس لينيوس (Linnaeus) اسم (Papilio) للنوع النموذجي وهو المصطلح اللاتيني المقابل لكلمة «فراشة». وبالنسبة للكنيات المحددة لهذا الجنس، فقد أطلق لينيوس أسماء الأبطال الإغريقيين على أنواع الفراشات خطافية الذيل. فـالنوع الرئيسي: بابيليو ماخاون (Papilio machaon) خلد اسم ماخاون (Machaon)أحد أبناء أسكليبيوس (Asclepius) المذكور في الإلياذة.